# Cleisostoma sagittatum
Cleisostoma sagittatum är en orkidéart som beskrevs av Carl Ludwig von Blume. Cleisostoma sagittatum ingår i släktet Cleisostoma, och familjen orkidéer. Inga underarter finns listade i Catalogue of Life.